# Leizna bazaltowa
Leizna bazaltowa – sztuczna skała topiona pochodzenia antropogenicznego otrzymywana w procesach petrurgicznych (hutnictwa skaliwnego). Jeden z rodzajów leizny kamiennej. Leiznę bazaltową produkuje się z bazaltu, bazanitu lub gabra. Wybierane są skały pochodzące ze złóż jednorodnych i niezwietrzałych.
Produkcja leizny bazaltowej polega na stopieniu w temperaturze ok. 1280 °C wsadu, a następnie na kontrolowanej jego rekrystalizacji.
Leizna bazaltowa wykorzystywana jest do produkcji m.in. rur, płytek posadzkowych, kostki brukowej oraz jest zamiennikiem żeliwa w przemyśle chemicznym jako materiał kwasoodporny.

## Cechy fizyczno-mechaniczne
- Porowatość: praktycznie 0[2]
- Wytrzymałość na ściskanie 300 - 450 MPa
- Wytrzymałość na zginanie 45 MPa
- Twardość 8° (w skali Mohsa)
- Mrozoodporność całkowita
- Możliwość stosowania w temperaturach do 450 °C
- Niska reaktywność chemiczna